# Noccaea banatica
Noccaea banatica är en korsblommig växtart som först beskrevs av Maximilian Max Friedrich Sigismund von Uechtritz, och fick sitt nu gällande namn av Friedrich Karl Meyer. Noccaea banatica ingår i släktet backskärvfrön, och familjen korsblommiga växter. Inga underarter finns listade i Catalogue of Life.